# Byron Rojas
Byron Rojas est un boxeur nicaraguayen né le 23 juin 1990 à Matagalpa.

## Carrière
Champion du Nicaragua des poids pailles en 2013, il devient champion du monde WBA de la catégorie le 19 mars 2016 en détrônant Hekkie Budler aux points. Rojas perd son titre dès le combat suivant le 29 juin 2016 en s'inclinant aux points contre Thammanoon Niyomtrong ainsi que le combat revanche le 29 novembre 2018.